# Tri, dva, jedan – kuhaj!
Tri, dva, jedan – kuhaj! (eng. Three, two, one - cook!) hrvatska je televizijska kulinarska emisija u kojoj natjecatelji pokazuju svoje vještine u kuhanju, a najbolji od njih osvajaju nagradu. Tri, dva, jedan – kuhaj! nastavak je slične emisije Tri, dva, jedan – peci!. 
Emisija se prikazivala na RTL-u od 24. ožujka 2014. do 17. ožujka 2022. godine sa sveukupno 451 epizodom u devet sezona. Prikazane su i dvije sezone božićnih specijala od 2020. do 2021. godine sa sveukupno 20 epizoda.

## Format
U emisiji sudjeluje 10 do 20 amaterskih parova različite dobi, zanimanja i podneblja te se natječu u raznim kulinarskim zadatcima. Njihova jela na kraju ocjenjuje stručni žiri. Kandidati koji su prema žiriju bili najlošiji napuštaju emisiju, a ostali nastavljaju dalje, sve dok se u finalu pronađe najuspješniji amaterski kulinarski par sezone. Kandidati proglašeni pobjednicima osvajaju novčane nagrade.

## Voditelji i žiri
U prvoj sezoni u žiriju su bila prisutna dva glavna suca, a svaki je tjedan u ocjenjivanju sudjelovao i jedan gostujući sudac.
| Sezona | Voditelji                                | Član žirija     | Član žirija                        | Član žirija | Član žirija  |
| Sezona | Voditelji                                | Prvi            | Drugi                              | Treći | Četvrti      |
| ------ | ---------------------------------------- | --------------- | ---------------------------------- | --- | ------------ |
| 1.     | Antonija Blaće                           | Tomislav Špiček | Željka Klemenčić                   | Željka Kovčalija, Zlatko Puntijar, Raul Lajtman, Darko Baretić, Siniša Pavić, Boris Kauzlarić, Luči Tudor, Mubera Šušić, Thomas Temmel, Tullio Fernetich, Marin Medak | –            |
| 2.     | Doris Pinčić Rogoznica                   | Tomislav Špiček | Željka Klemenčić                   | Tomislav Gretić | –            |
| 3.     | Doris Pinčić Rogoznica                   | Tomislav Špiček | Željka Klemenčić                   | Ivan Pažanin | –            |
| 4.     | Doris Pinčić Rogoznica                   | Tomislav Špiček | Željka Klemenčić i Žakline Troskot | Ivan Pažanin | –            |
| 5.     | Doris Pinčić Rogoznica                   | Tomislav Špiček | Mateja Domitrović Sabo             | Mate Janković | –            |
| 6.     | Doris Pinčić Rogoznica                   | Tomislav Špiček | Mateja Domitrović Sabo             | Mate Janković | Ivan Pažanin |
| 7.     | Doris Pinčić Rogoznica Domagoj Jakopović | Tomislav Špiček | Željka Klemenčić                   | Ivan Pažanin | –            |
| 7.     | Domagoj Jakopović                        | Tomislav Špiček | Željka Klemenčić                   | Ivan Pažanin | –            |
| 8.     |                                          | Tomislav Špiček | Željka Klemenčić                   | Ivan Pažanin | –            |
| 9.     | Marijana Batinić                         | Tomislav Špiček | Željka Klemenčić                   | Ivan Pažanin | –            |

## Pregled emisije
Emisija se obično emitirala od ponedjeljka do četvrtka u večernjem programu RTL-a. 
| Sezona | Sezona | Epizode | Epizode | Originalno emitiranje | Originalno emitiranje |
| Sezona | Sezona | Epizode | Epizode | Premijera             | Finale                |
| ------ | ------ | ------- | ------- | --------------------- | --------------------- |
|        | 1.     | 48      | 48      | 24. ožujka 2014.      | 11. lipnja 2014.      |
|        | 2.     | 43      | 43      | 16. veljače 2015.     | 30. travnja 2015.     |
|        | 3.     | 68      | 68      | 1. veljače 2016.      | 26. svibnja 2016.     |
|        | 4.     | 60      | 60      | 30. siječnja 2017.    | 11. svibnja 2017.     |
|        | 5.     | 57      | 57      | 4. rujna 2017.        | 9. prosinca 2017.     |
|        | 6.     | 73      | 73      | 29. siječnja 2018.    | 4. lipnja 2018.       |
|        | 7.     | 37      | 37      | 21. listopada 2019.   | 20. prosinca 2019.    |
|        | 8.     | 37      | 37      | 8. veljače 2021.      | 9. travnja 2021.      |
|        | 9.     | 28      | 28      | 31. siječnja 2022.    | 17. ožujka 2022.      |

## Tri, dva, jedan - ho, ho, ho!
Emisija je prikazala i dvije sezone božićnih emisija pod nazivom Tri, dva, jedan - ho, ho, ho! Žiri je obje sezone bio sastavljen od Tomislava Špičeka, Željke Klemenčić i Ivana Pažanina. Voditelji su bili Domagoj Jakopović u prvoj sezoni i Marijana Batinić u drugoj sezoni.
| Sezona | Sezona | Epizode | Epizode | Originalno emitiranje | Originalno emitiranje |
| Sezona | Sezona | Epizode | Epizode | Premijera             | Finale                |
| ------ | ------ | ------- | ------- | --------------------- | --------------------- |
|        | 1.     | 11      | 11      | 7. prosinca 2020.     | 23. prosinca 2020.    |
|        | 2.     | 9       | 9       | 20. prosinca 2021.    | 30. prosinca 2021.    |

## Vanjske poveznice
- Službena stranica  Arhivirana inačica izvorne stranice od 23. kolovoza 2017. (Wayback Machine)